# Gran Premio Industria Commercio Artigianato Carnaghese 2004
Il Gran Premio Industria Commercio Artigianato Carnaghese 2004, trentatreesima edizione della corsa, si svolse il 19 giugno 2004 su un percorso di 170 km, con partenza e arrivo a Carnago. Fu vinto dall'italiano Christian Murro della Miche davanti al sudafricano Tiaan Kannemeyer e all'australiano Paul Crake.

## Ordine d'arrivo (Top 10)
| Pos. | Corridore           | Squadra                            | Tempo    |
| ---- | ------------------- | ---------------------------------- | -------- |
| 1    | Christian Murro     | Miche                              | 4h05'29" |
| 2    | Tiaan Kannemeyer    | Team Barloworld-Androni Giocattoli | s.t.     |
| 3    | Paul Crake          | Corratec Austria-Arbö              | s.t.     |
| 4    | Eddy Ratti          | Flanders-Afin.com                  | s.t.     |
| 5    | Mauro Santambrogio  | Team LPR                           | a 26"    |
| 6    | Roberto Sgambelluri | Vini Caldirola-Nobili Rubinetterie | a 27"    |
| 7    | Alberto Milani      |                                    | a 46"    |
| 8    | Pasquale Muto       | Miche                              | a 3'36"  |
| 9    | Ruslan Pidhornyj    |                                    | s.t.     |
| 10   | Dmitri Gaynitdinov  | Team ICET                          | a 4'56"  |